# Tűzpiros csengettyűgomba
A tűzpiros csengettyűgomba (Pluteus aurantiorugosus) a csengettyűgombafélék családjába tartozó, Eurázsiában és Észak-Amerikában honos, lombos fák elhalt törzsén élő, nem ehető gombafaj. 

## Megjelenése
A tűzpiros csengettyűgomba kalapja 2-5 cm széles, alakja domború, később széles domborúan, majdnem laposan kiterül; közepén kis púp maradhat. Felszíne sima vagy kissé szemcsés. Széle nem, vagy idősen kissé bordázott. Színe fiatalon narancsvörös vagy élénkvörös, idősen narancssárgássá fakul. 
Húsa halványsárga, sérülésre nem változik. Íze és szaga nem jellegzetes.
Közepesen sűrű lemezei szabadon állók, sok a féllemez. Színük fiatalon fehéres, később rózsaszínek, húsrózsásak; az élük sárgás lehet. 
Tönkje 3-6 cm magas és 0,5-1 cm vastag. Alakja egyenletesen hengeres. Felszíne hosszában szálas vagy finoman szőrözött. Színe felül fehéres vagy sárgás, alul pirosan árnyalt. Tövéhez fehér vagy halványsárgás micélium kapcsolódik.
Spórapora rózsaszínű. Spórája ellipszis alakú, sima, inamiloid, mérete 5,5-8 x 4-5 µm. 

### Hasonló fajok
Jellegzetes, könnyen felismerhető gomba. 

## Elterjedése és termőhelye
Eurázsiában és Észak-Amerikában honos. Magyarországon ritka.
Lombos fák elhalt, korhadó törzsén, törmelékén, esetleg fűrészporon él. Júliustól októberig terem. 

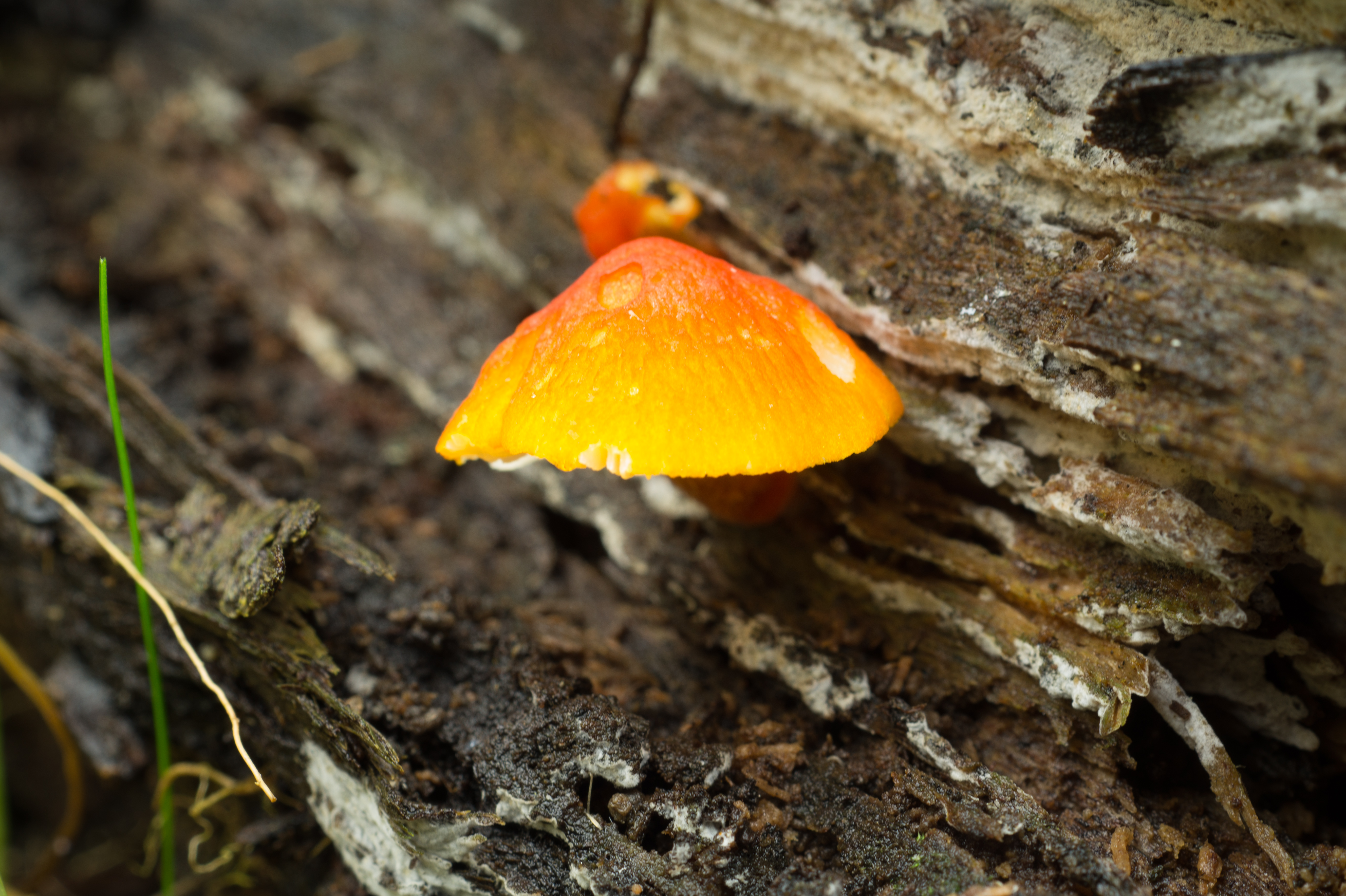
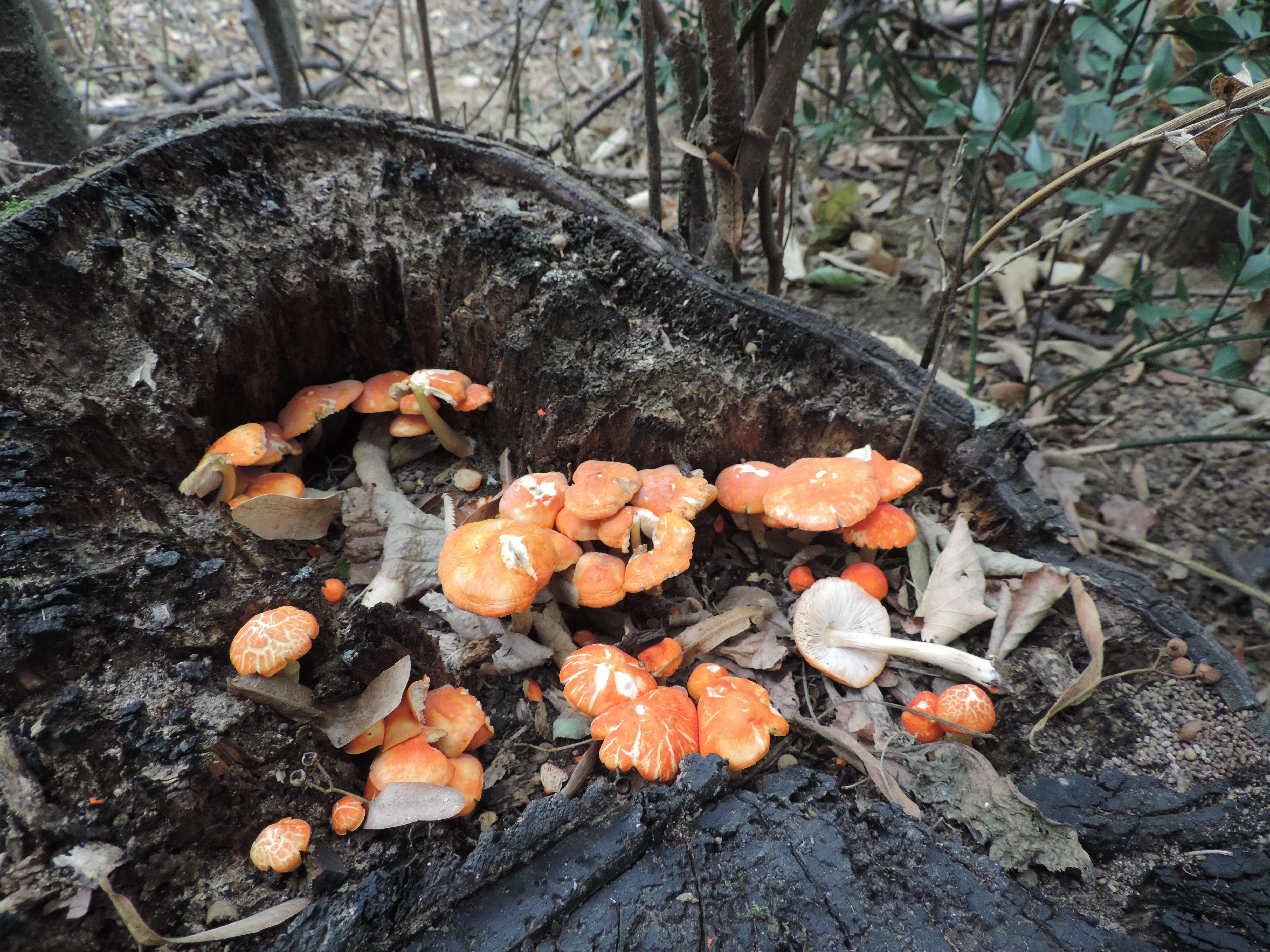
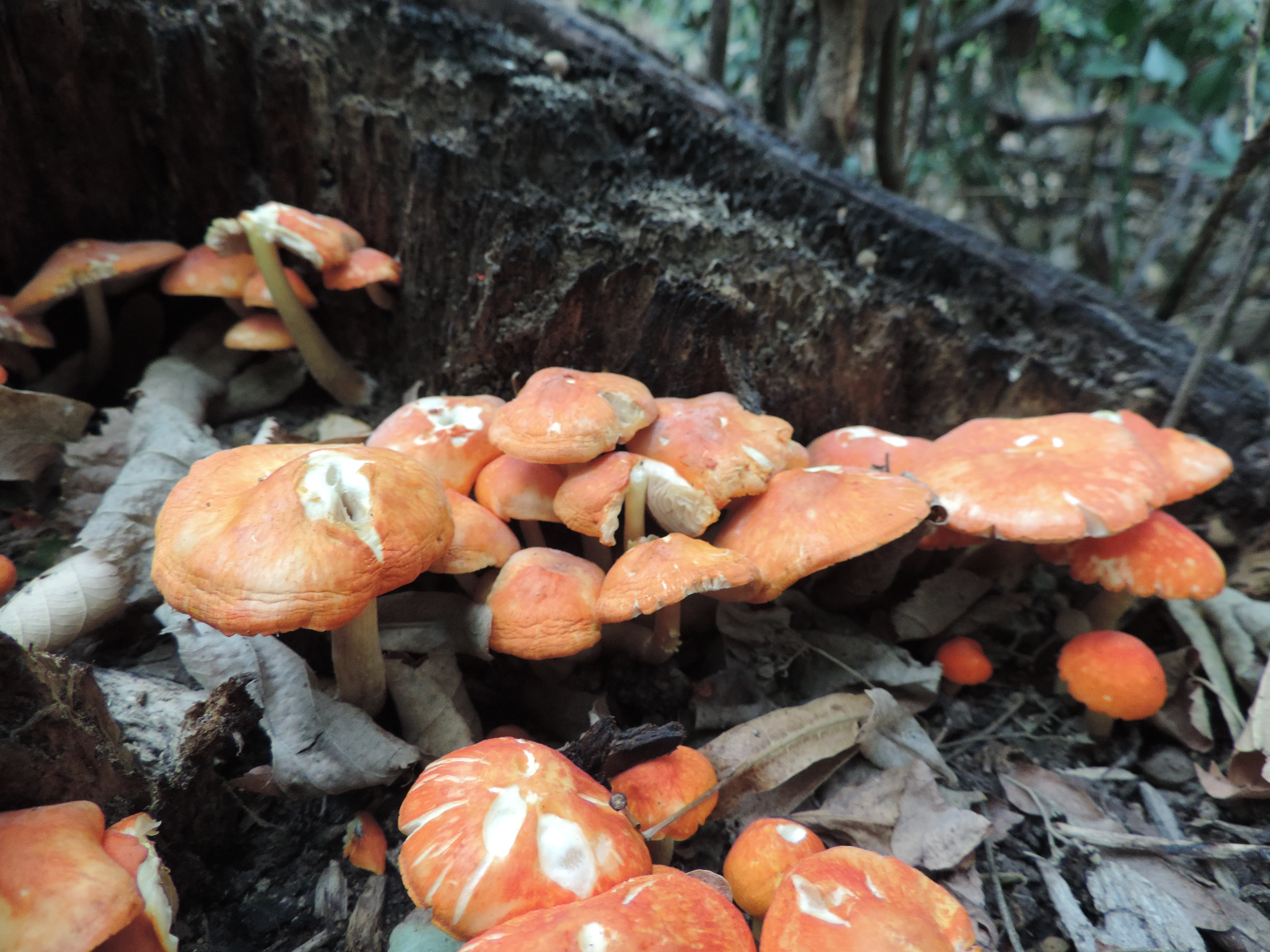
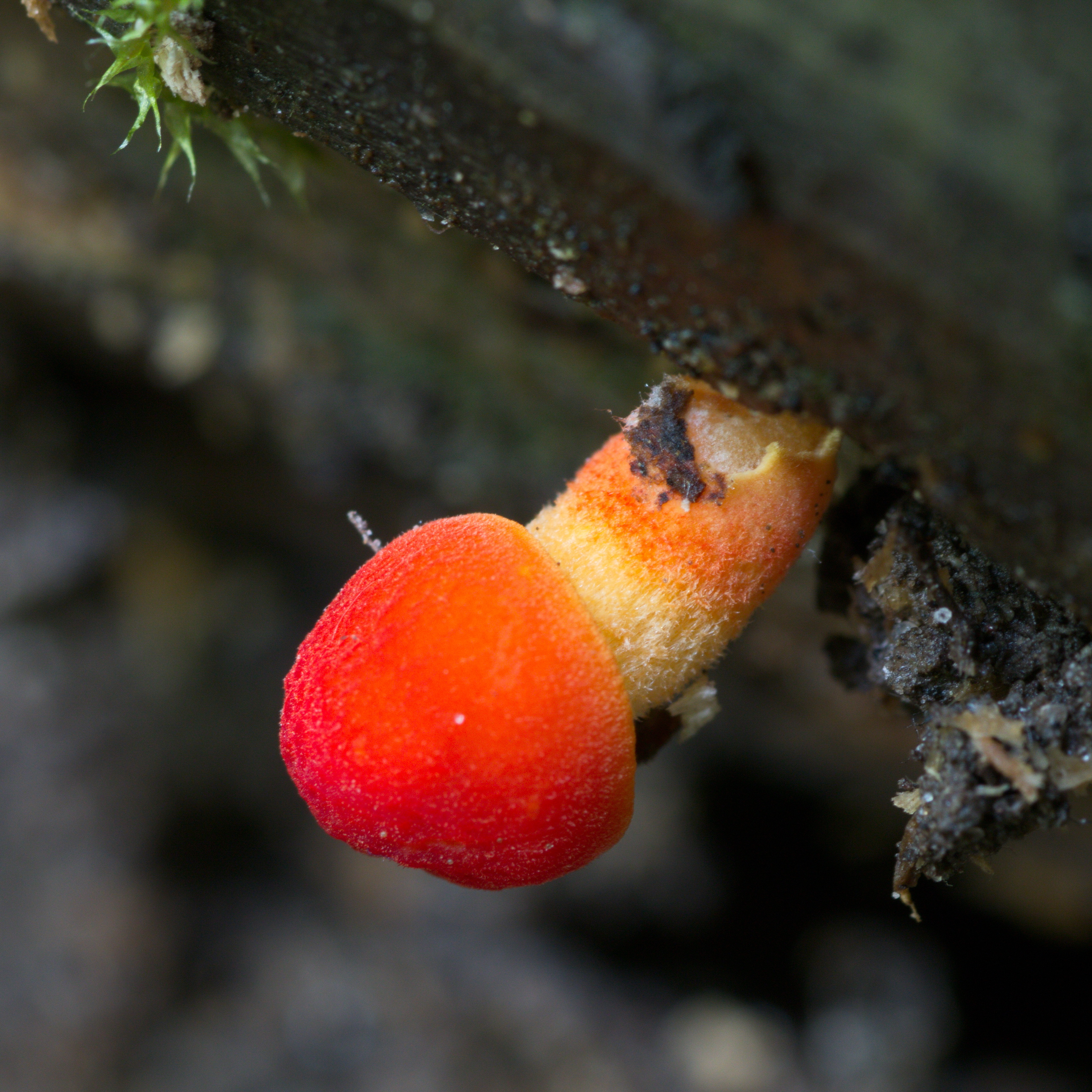
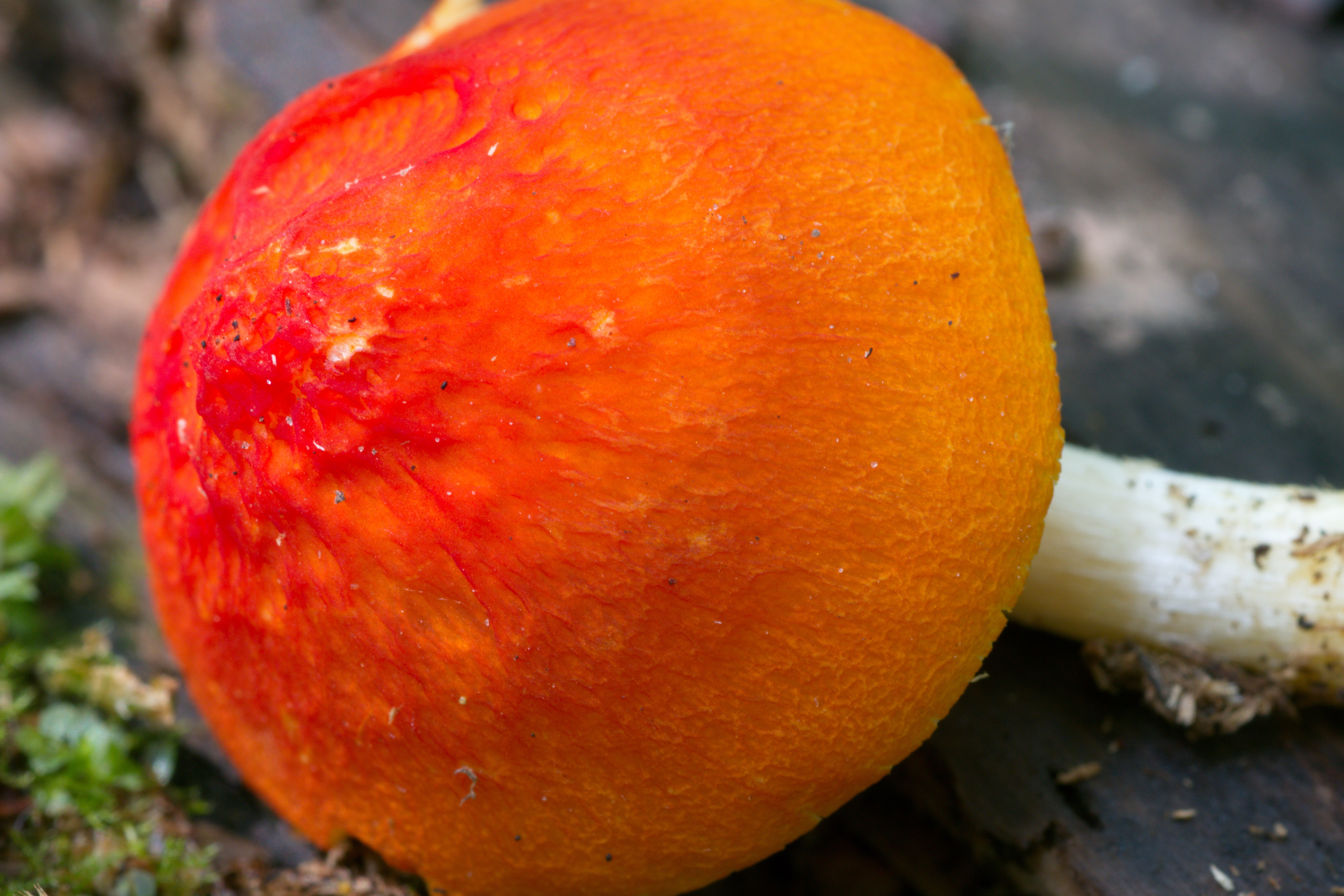

Nem ehető.    